# Ragiínos
Ragiínos (Rhagiini) é uma tribo de cerambicídeos da subfamília Lepturinae.

## Gêneros
- Acmaeops LeConte, 1850
- Akimerus Audinet-Serville, 1835
- Anisorus Mulsant, 1863
- Anthophylax LeConte, 1850
- Blosyropus Redtenbacher, 1868
- Brachyta Fairmaire, 1864
- Comacmaeops Linsley & Chemsak, 1972
- Cortodera Mulsant, 1863
- Dinoptera Mulsant, 1863
- Encyclopidonia Vitali, 2009
- Evodinus LeConte, 1850
- Fallacia Mulsant & Rey, 1863
- Gaurotes LeConte, 1850
- Gaurotina Ganglbauer, 1889
- Grammoptera Audinet-Serville, 1835
- Heffernia Vives, 2001
- Lemula Bates, 1884
- Macropidonia Pic, 1902
- Metacmaeops Linsley & Chemsak, 1972
- Neanthophylax Linsley & Chemsak, 1972
- Neoencyclops Matsushita & Tamanuki, 1940
- Pachyta Dejean, 1821
- Pachytella Heyrovský, 1969
- Paktoxotus Holzschuh, 1974
- Pidonia Mulsant, 1863
- Piodes LeConte, 1850
- Pseudodinoptera Pic, 1897
- Pseudogaurotina Plavilstshikov, 1958
- Pseudosieversia Pic, 1902
- Rhagium Fabricius, 1775
- Rhondia Gahan, 1906
- Stenocorus Geoffroy, 1762
- Taiwanocarilia Hayashi, 1983
- Toxotinus Bates, 1884
- Trichosieversia Vitali, 2009
- Xenophyrama Bates, 1884